# Partido judicial de Quintanar de la Orden
El Partido judicial de Quintanar de la Orden es uno de los 7 partidos judiciales en los que se divide la  la provincia de Toledo en la comunidad autónoma de Castilla-La Mancha, siendo el partido judicial n.º 7 de la provincia de Toledo.
El ámbito territorial, que viene regulado por el Real Decreto 529/1983, de 9 de marzo, comprende los municipios de :
Cabezamesada, Corral de Almaguer, La Puebla de Almoradiel, La Villa de Don Fadrique, Miguel Esteban, Quero, Quintanar de la Orden, El Romeral, El Toboso, Villacañas y Villanueva de Alcardete